# Investerarskydd
Investerarskydd är i Sverige en statlig garanti till investerare som har värdepapper och pengar hos finansinstitut som utför investeringstjänster åt sina kunder. Garantin innebär att den som anlitar ett finansinstitut skall kunna få ersättning för sina värdepapper och insatta pengar även om institutet går i konkurs. Däremot innehåller investerarskyddet inte någon garanti mot förändring i värdepapprens marknadsvärde, utan utgör enbart ett skydd mot att värdepapper som förvaras av institutet försvinner i samband med en konkurs.
Om ett finansinstitut har följt regelverket noggrant, ska egentligen inte investerarnas värdepapper riskera att försvinna i samband med en konkurs. Finansinstitut är skyldiga att hålla isär värdepapper som de förvarar för kunders räkning, och sådana som institutet själva äger som en egen investering. Således ska investerarskyddet enbart behöva träda in i de fall som regelbrott har skett före en konkurs inträffar.
Alla länder inom Europeiska unionen måste ha ett investerarskydd som uppfyller vissa minimikrav, i enlighet med riktlinjer som beslutades 1997. Investerarskyddet måste omfatta minst 20 000 euro och skydda minst 90% av det omfattade beloppet.
I Sverige är investerarskyddet för närvarande 250 000 kronor per kund och institut och täcker 100% upp till detta belopp. På grund av att investerarskyddet enbart ska behövas i mycket speciella fall, har det ej varit aktuellt att höja det garanterade beloppet med anledning av Finanskrisen 2008.
Investerarskyddet är en parallell till insättningsgarantin men skyddar andra typer av tillgångar. I likhet med insättningsgarantin finns beloppsbegränsningar i investerarskyddet.